# Eleutherodactylus parapelates
Eleutherodactylus parapelates es una especie de anfibio anuro de la familia Eleutherodactylidae.

## Distribución geográfica
Esta especie es endémica de Haití. Habita entre los 950 y 1050 m de altitud en el macizo de la Hotte.

## Descripción
El holotipo masculino mide 50,5 mm.

## Publicación original
- Hedges & Thomas, 1987 : A new burrowing frog from Hispaniola with comments on the inoptatus group of the genus eleutherodactylus (anura: leptodactylidae) Herpetologica, vol. 43, n.º 3, p. 269-279[5]